# Assembleia Nacional do Paquistão
A Assembleia Nacional do Paquistão (em urdu:  ایوان زیریں پاکستان) é a câmara baixa do Parlamento do Paquistão. Com o Senado, forma o corpo legislativo federal, enquanto as assembleias provinciais formam os órgãos legislativos provinciais. Foi fundada em 15 de agosto de 1947, na época da independência do país.
A Assembleia Nacional tem 342 membros, dos quais 272 são eleitos pela pluralidade universal direta e 70 por sufrágio universal indireto. A maioria dos membros da Assembleia foi eleita durante as eleições legislativas de 11 de maio de 2013.
A eleição para a 13ª Assembleia Nacional foi realizada em 18 de fevereiro de 2008, com sua legislatura sendo iniciada em março do mesmo ano. Em 17 de março de 2013, a 13ª Assembleia Nacional foi dissolvida após a conclusão de seu mandato de cinco anos, de acordo com o Artigo 52 da Constituição. As eleições gerais paquistanesas de 2013 (para a 14ª Assembleia Nacional) foram realizadas em 11 de maio de 2013. Os membros da 14ª Assembleia Nacional prestaram juramento em 1 de junho de 2013. A 14ª Assembleia Nacional dissolveu-se em 31 de maio de 2018 ao completar seu mandato de 5 anos nos termos do artigo 52 da Constituição. A 15ª Assembleia Nacional do Paquistão prestou juramento em 13 de agosto de 2018. Desde 15 de agosto de 2018, o Presidente da Assembleia é Asad Qaiser.

## Competência
A Assembleia Nacional tem a iniciativa de propor e aprovar leis e emendas constitucionais e as vota, juntamente com o Senado.
O Primeiro Ministro é investido pela Assembleia Nacional em uma votação, onde vários candidatos podem concorrer. Um candidato deve obter uma maioria absoluta no primeiro turno ou uma maioria relativa no segundo. A Assembleia Nacional pode destituir o Primeiro Ministro pelo voto de uma moção de censura. A resolução deve ser apoiada por pelo menos 20% dos deputados e depois votada por maioria absoluta (172 votos).
A Assembleia pode ser dissolvida por força do artigo 58 da Constituição. O Presidente da República exerceu esse poder de maneira discricionária entre 1985 e 1997 e, em seguida, entre 2003 e 2010. Atualmente, o Presidente dissolve a Assembleia apenas sob a orientação do Primeiro Ministro. O objetivo é usar dissoluções para resolver crises políticas, e a decisão de dissolver pertence ao primeiro-ministro.

## Sistema eleitoral
A Assembleia é composta por 342 membros, 60 dos quais são especificamente reservados para mulheres e outros 10 para minorias religiosas. Apenas 272 cadeiras são eleitas diretamente pelo povo por votação universal direta, ou seja, cada eleitor vota em seu círculo eleitoral por um candidato e o candidato com mais votos no final da eleição. Uma única eleição é realizada. O mandato deles é de cinco anos. O artigo 62 da Constituição dá direito a voto a qualquer pessoa com pelo menos 18 anos e cidadão paquistanês.
Para os 70 assentos restantes, eles são eleitos pelos outros membros eleitos. Estes 70 lugares são distribuídos proporcionalmente entre os partidos vencedores, pelo menos 5% dos votos em eleições diretas, mas distribuídos proporcionalmente ao número de assentos já obtidos e não em proporção de votos. Este voto indireto visa uma maior representação de mulheres e minorias religiosas e não os impede de concorrer à votação direta. Nas legislaturas de 2008-2013, 72 cadeiras eram ocupadas por mulheres, ou seja, 12 mulheres diretamente eleitas, incluindo a presidente da câmara, Fahmida Mirza. O número de assentos em um partido pode incluir candidatos eleitos como independentes, se ingressarem formalmente no prazo de três dias após a publicação dos resultados dos assentos eleitos diretamente. Uma vez informada a comissão eleitoral, os candidatos não poderão retornar a esses partidos antes da eleição seguinte, de acordo com o artigo 92 da Lei Eleitoral do Paquistão.

## Presidência
O Presidente da Assembleia Nacional garante seu funcionamento e respeito aos debates. Ele pode assumir a presidência do país se os cargos de Presidente da República e Presidente do Senado estiverem vagos.
Em 19 de março de 2008, Fahmida Mirza, membro do Partido Popular do Paquistão (PPP), tornou-se a Presidente da Assembleia eleita com 249 votos. Ela é a primeira mulher a ocupar esse cargo no país. Desde 15 de agosto de 2018, o Presidente da Assembleia é Asad Qaiser, membro do Movimento pela Justiça do Paquistão.